# アメリカ国立鉄道博物館

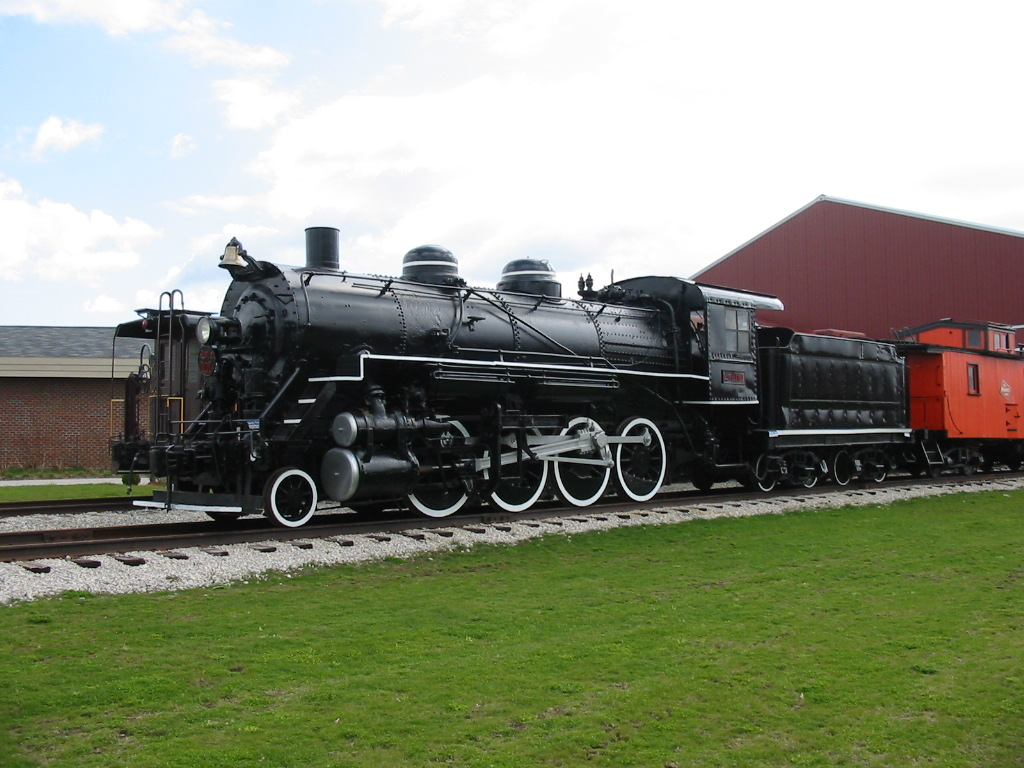
アメリカ陸軍 No. 101（車軸配列 2-8-0 ）

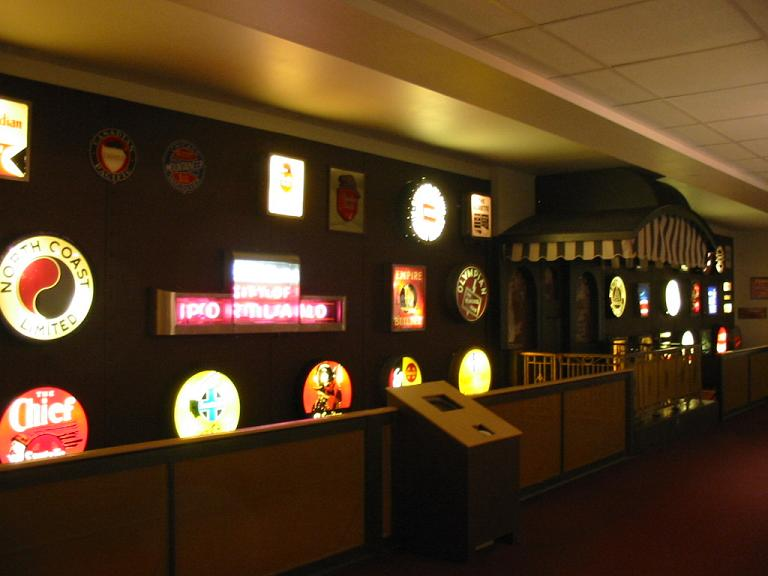
ドラムヘッド ギャラリーにある鉄道会社のドラムヘッド（ヘッドマーク）の展示

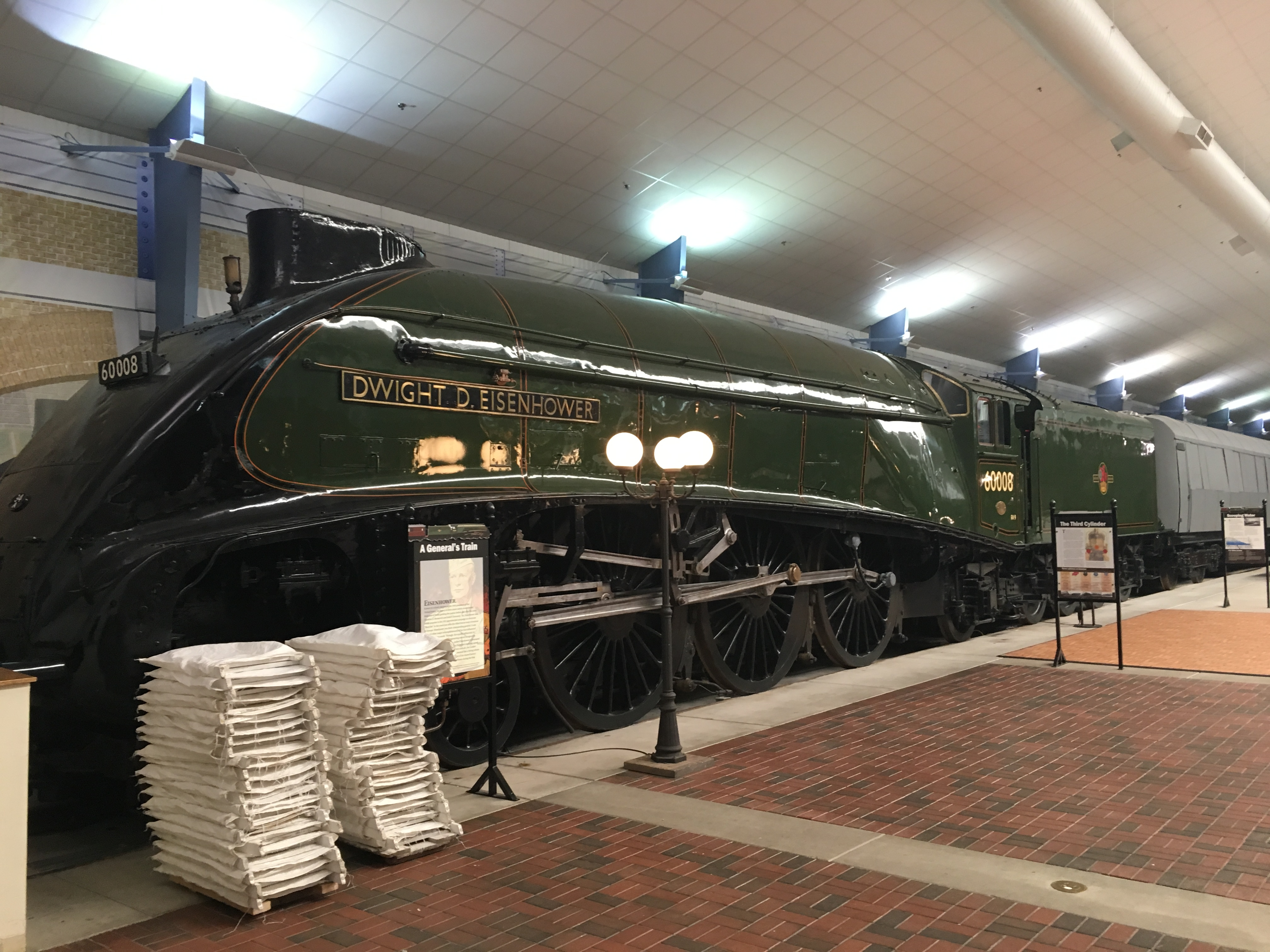
ロンドン・アンド・ノース・イースタン鉄道／イギリス国鉄 A4 No. 60008 "ドワイト・D・アイゼンハワー号 "

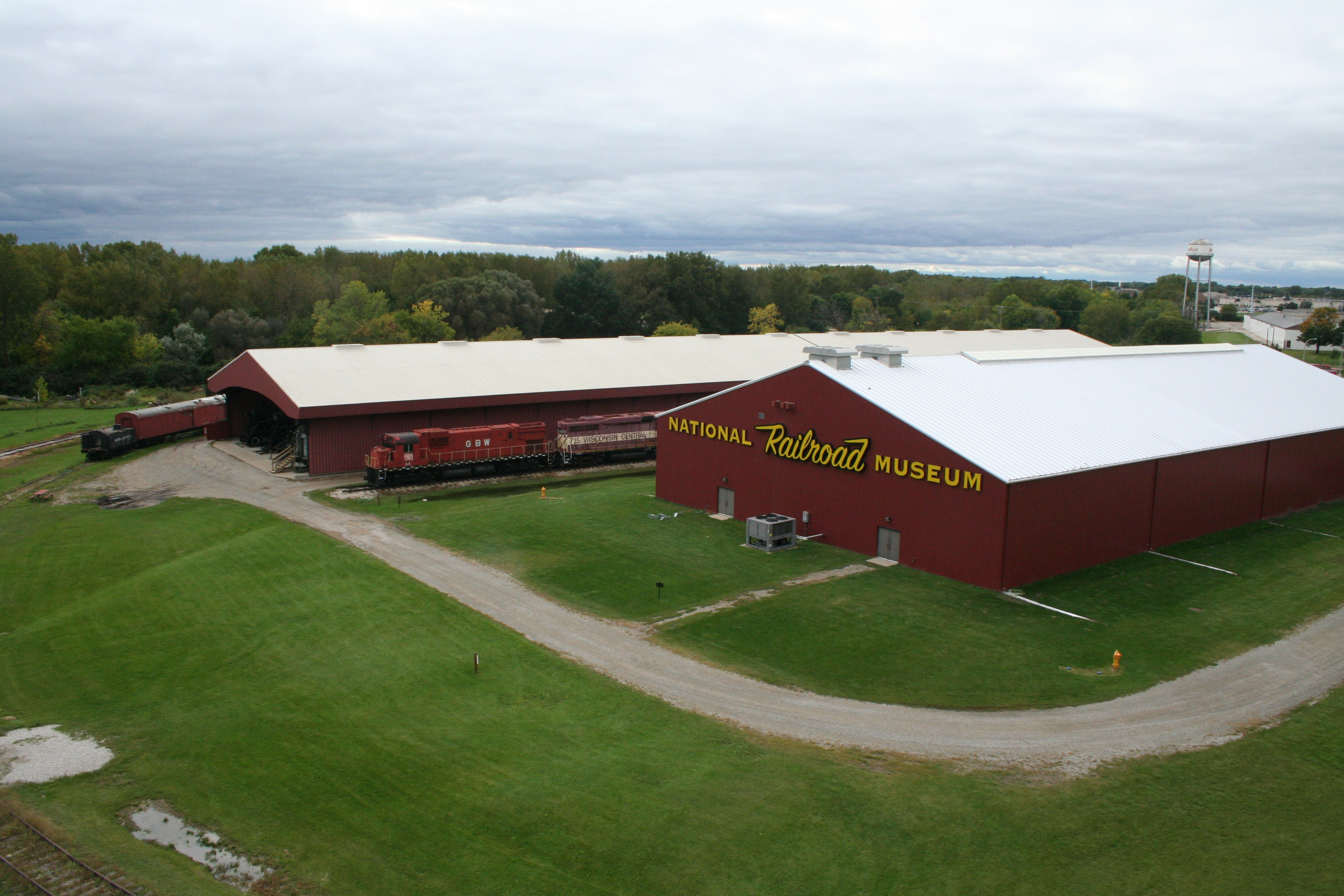
The Victor McCormick Train Pavilion (左) 、 Frederick J Lenfestey Center (右)

アメリカ国立鉄道博物館（アメリカこくりつてつどうはくぶつかん、National Railroad Museum、略号: NRMX）は、アメリカ合衆国のウィスコンシン州グリーンベイ郊外にある鉄道博物館である。ボランティアなどによって1956年に設立されたこの博物館は、鉄道専門の博物館としてはアメリカ合衆国で最古のうちの一館である。
アメリカ国立鉄道博物館は、鉄道車両や1世紀以上に及ぶ鉄道事業の大規模なコレクションがあり、ゼネラルモーターズのエアロトレイン、ユニオン・パシフィック鉄道のビッグボーイ4017号機（世界最大の蒸気機関車）、そしてイギリス国鉄のA4形60008号機「ドワイト・D・アイゼンハワー」号 （元ロンドン＆ノースイースタン鉄道4496号機「ゴールデンシャトル」）をはじめ、歴史に残る機関車も複数所有している。また、第二次世界大戦中にイギリスとヨーロッパ大陸の連合軍最高司令官と関係者が使用した列車も所有している。
鉄道車両に加えて、多種多様の鉄道の構造物、アーカイブ、および写真撮影のギャラリーを収納する建物があり、敷地を周回する標準軌の線路もある。 そして、川とグリーンベイの景色を見渡す80フィート（24メートル）の木製の展望台もある。毎年恒例のトーマスイベント"Day out with Thomas"を主催し、その日はきかんしゃトーマスが展示車両を牽引する。

## 施設の名称
本記事では"National"を「（アメリカ）国立」と訳しているが、本施設の設立や運営にアメリカ合衆国政府（連邦政府）は直接関与していない。アメリカ合衆国において、"National Museum"の称号は連邦議会の承認を受けることで使用が認められる性質のものである。例えば本施設同様に"National"がつく"Japanese American National Museum"は、日本語での施設名を「全米日系人博物館」としている。

## 歴史
アメリカ国立鉄道博物館の起源は、地元住民が「全米の鉄道史」というコンセプトで博物館を始めた1956年にさかのぼる。 2年後、連邦議会はこの博物館を「アメリカ国立鉄道博物館」(National Railroad Museum)として認めた。 以来、博物館は鉄道事業と人々の生活への関わりを理解を進めるための私費運営の教育組織として運営している。一両の蒸気機関車を獲得することから始まった鉄道博物館は、アメリカ全土で最大の鉄道博物館の一つとなった。現在、毎年75,000人以上が訪れている。今日では、12人の専門の職員と100人以上の無給の職員が、世界中からの訪問者を歓迎している。

## 展示車両

### 蒸気機関車
| 鉄道会社                                                                    | クラス              | 車両番号                                          | 備考                                                      |
| アッチソン・トピカ・アンド・サンタフェ鉄道                                  | 5011クラス (2-10-4) | No. 5017                                          |                                                           |
| チェサピーク・アンド・オハイオ鉄道                                          | K-4クラス           | No. 2736                                          |                                                           |
| レイク・スペリオル・アンド・イシュプニング鉄道                              | 2-8-0               | No. 24                                            |                                                           |
| ロンドン・アンド・ノース・イースタン鉄道 (イギリス)                         | A4クラス            | イギリス国鉄60008 "ドワイト・D・アイゼンハワー号" | イギリス ヨーク市にあるイギリス国立鉄道博物館より30年借用 |
| ダルース・ミセーベ・アンド・アイアン・レンジ鉄道                            | E-1クラス           | No. 506                                           |                                                           |
| Pardee and Curtin Lumber Company                                            |                     | No. 12                                            |                                                           |
| プルマン (企業)                                                             |                     | No. 29                                            |                                                           |
| ミネアポリス・セント・ポール・アンド・スー・セント・マリー鉄道 ("Soo Line") | H-23 class (4-6-2)  | No. 2718                                          |                                                           |
| Sumter and Choctaw Railroad                                                 | 2-8-2               | No. 102                                           |                                                           |
| アメリカ陸軍                                                                | 2-8-0               | No. 101                                           |                                                           |
| ユニオン・パシフィック鉄道                                                  | 4000形              | No. 4017                                          | 通称「ビッグボーイ」                                      |

### ディーゼル機関車

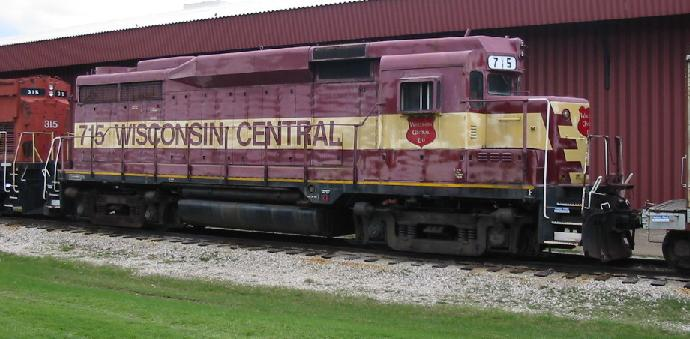
ウィスコン・セントラル鉄道 715, GP30

- シカゴ・バーリントン・アンド・クインシー鉄道  EMD SD24 No. 510
- ミルウォーキー鉄道 E9A , No. 38A
- ミルウォーキー鉄道  FM H-10-44 , No. 767
- ジョージア・パシフィック（英語版） Alco S-2 , No. 63-146
- ジョージア・パシフィック Alco S-2 , No. 63-180
- シカゴ・ロック・アイランド・アンド・パシフィック鉄道 ゼネラルモーターズ "アエロトレイン" - Trainset No. 2
- グリーン・ベイ・アンド・ウェスタン鉄道（英語版） Alco C430 , No. 315
- ミネアポリス・アンド・レイク・スペリオル鉄道（英語版） Alco S-3 , No. 1
- ミネアポリス・アンド・セント・ルイス鉄道（英語版） EMC NW1 , No. D538
- スー・ライン鉄道 EMD GP30 , No. 715
- サザン・パシフィック鉄道 ALCO S-6 , No. 1203 - 現在  Green Bay Route No. 106 と塗装されている
- ユニオン駅（セントポール） GE 44トン 入換機関車 , No. 441
- アメリカ陸軍 センターキャブの入換機関車 , No. 106
- アメリカ陸軍 ALCO RSD-1 , No. 8651

### 電気機関車

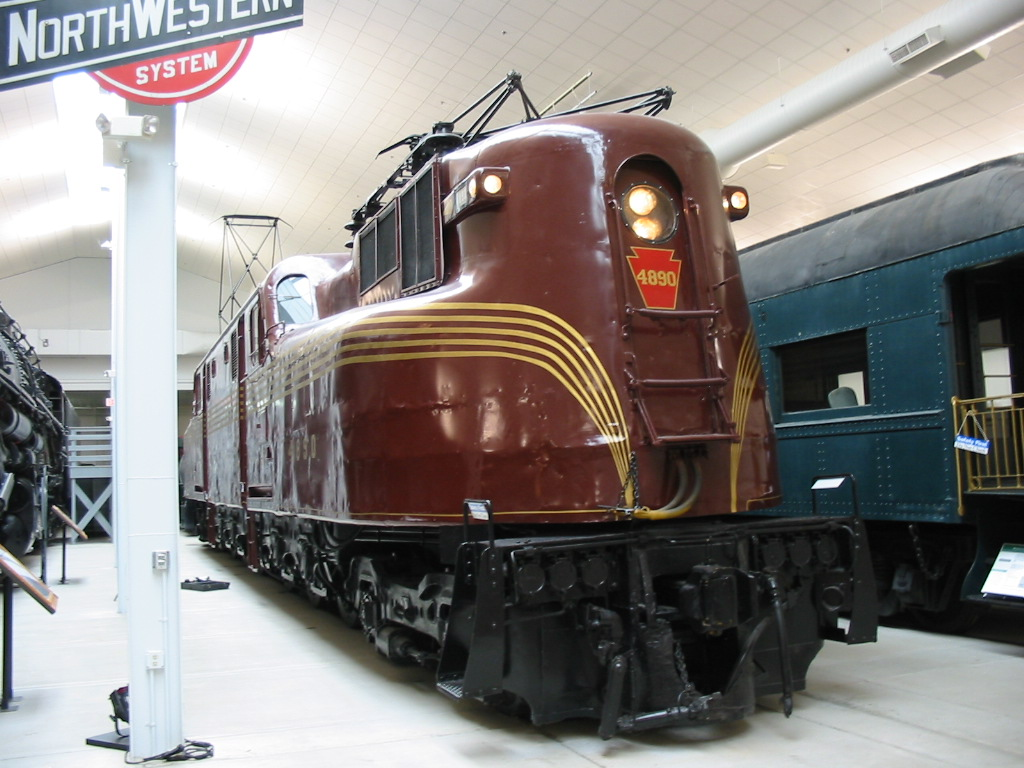
GG1 No. 4890

- ペンシルバニア鉄道 GG1 No. 4890

### 客車

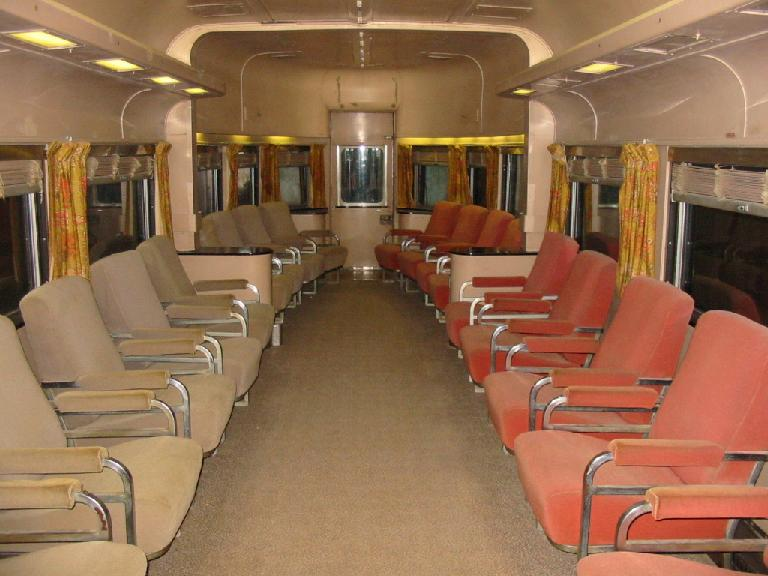
展望車シルバー・スピリットの内部

- アッチソン・トピカ・アンド・サンタフェ鉄道 郵便車 , No. 57
- アトランティック・コースト・ライン鉄道 - 食堂車
- シカゴ・アンド・ノース・ウェスタン・トランスポーテーション・カンパニー 荷物・客車混合車 , No. 7411
- シカゴ・アンド・ノース・ウェスタン・トランスポーテーション・カンパニー 医療車
- シカゴ・バーリントン・アンド・クインシー鉄道 展望車 No. 300 シルバー・スピリット - 近年復元
- シカゴ・バーリントン・アンド・クインシー鉄道 7組の二段寝室, 4区域, 3組のダブル寝室, 1組のコンパーネント 寝台車 No. 1269
- シカゴ・バーリントン・アンド・クインシー鉄道 郵便車 , No. 2330
- グリーン・ベイ・アンド・ウェスタン鉄道（英語版） (グリーン・ベイ ルート) - 郵便・荷物混合車 , No. 21 (ex 客車車両 No. 52)
- レイク・スペリオル・アンド・イシュプニング鉄道（英語版） 客車 , No. 62
- レイク・スペリオル・アンド・イシュプニング鉄道（英語版） 荷物・客車混合車 , No. 63
- ロンドン・アンド・ノース・イースタン鉄道 No. 1591 – ドワイト・D・アイゼンハワーの司令官用車両
- ロンドン・アンド・ノース・イースタン鉄道 No. 1592 – ドワイト・D・アイゼンハワーの司令官用車両
- ノーザン・パシフィック鉄道 荷物車 No. 1594
- ペンシルバニア鉄道 10室のルーメット、5組のダブルベット寝台車 No. 8077
- プルマン (企業) 寝台車
- レディング鉄道 No. X - ハロウイーンの催物であるお化け屋敷「Terror on the Fox」の一部として使用
- レディング鉄道 No. Y - ハロウイーンの催物であるお化け屋敷「Terror on the Fox」の一部として使用
- レディング鉄道 No. Z
- テネシー・セントラル鉄道（英語版） (Monon) No. 100 - ビジネスカー
- ユニオン・パシフィック鉄道 シティ・オブ・ロサンゼルス 食堂車 No. 8003

### 貨車
- アクロン・カントン・アンド・ヤングスタウン鉄道 No. 3011 - 有蓋車
- American Cyanamid No. CYX 134 - 有蓋ホッパ車
- Armour and Company 冷蔵車 PCX 4408
- Atchison, Topeka & Santa Fe No. 206983 - 長物車
- Union Refrigerated Transit Company 冷蔵車 URTX 72733
- イリノイ・セントラル・ガルフ鉄道 No. ICG 910302 - 長物車
- Menasha Wooden Ware Company 有蓋車 242 - 有蓋車（復元）
- ミネアポリス・セント・ポール・アンド・スー・セント・マリー鉄道 鉱石用ホッパ車 SOO 80374
- Swift Refrigerator Line 木製冷蔵車 No. SRLX5156
- スタンダード・オイル タンク車 No. AMOX 9758
- North American Car Company ダブルドア有蓋車 No. NADX 50143
- North American Car Company 有蓋ホッパ車 No. NAHX 30133
- Richter Vinegar Company ビネガー用タンク車 No. RVCX 20
- TTX Company 長物車 No. TTWX 970837

### 保守事業用車両
- バーリントン・ノーザン鉄道 ジョルダン車 , BN 973127
- シカゴ・バーリントン・アンド・クインシー鉄道 ダイナモ車（英語版） , No. 30
- エスカナーバ・アンド・レイク・スペリオル鉄道（英語版） Flange plow , No. 100
- ウィスコンシン・セントラル鉄道 操重車 W-1
- ミネアポリス・セント・ポール・アンド・スー・セント・マリー鉄道 操重控車 No. X-

### 車掌車

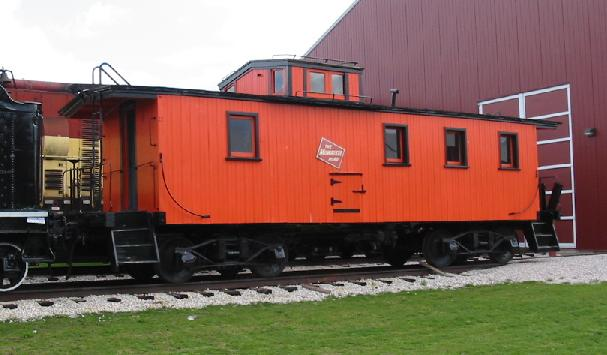
ミルウォーキー鉄道の丸屋根の車掌車

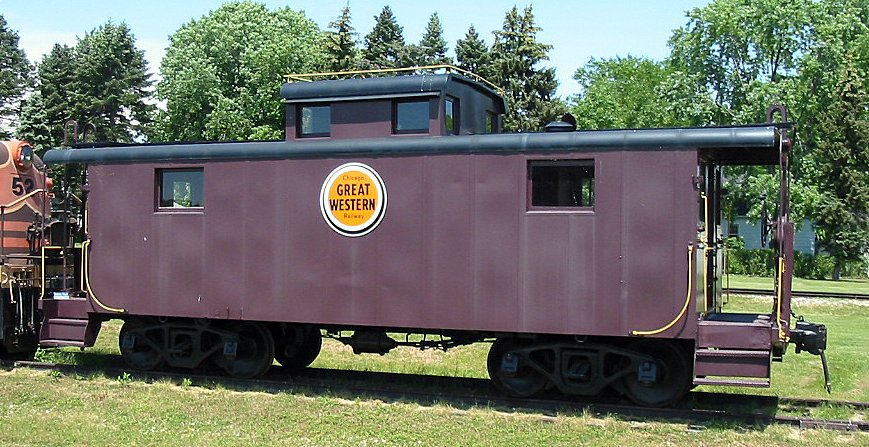
シカゴ・グレート・ウェスタン鉄道 丸屋根の車掌車

- アナピー・アンド・ウエスタン鉄道（英語版） No. 33 -  張り出し窓の車掌車（Bay Window Caboose、車体中央部に出窓状の張り出しのある車掌車）
- シカゴ・グレート・ウェスタン鉄道 丸屋根の車掌車 , No. 622
- シカゴ・アンド・ノース・ウェスタン・トランスポーテーション・カンパニー No. 11217 - 張り出し窓の車掌車
- イリノイ・セントラル鉄道 No. 199488 - 広視野の車掌車 （Wide-vision Caboose、右画像のようなアメリカの通常の車掌車と異なり上部張り出し部が左右に張り出している車両）
- Kickapoo Valley and Northern No. 2
- ピッツバーグ・ショウマット・アンド・ノーザン鉄道（英語版） No. 189 - 現在 スーライン No. 593

### その他

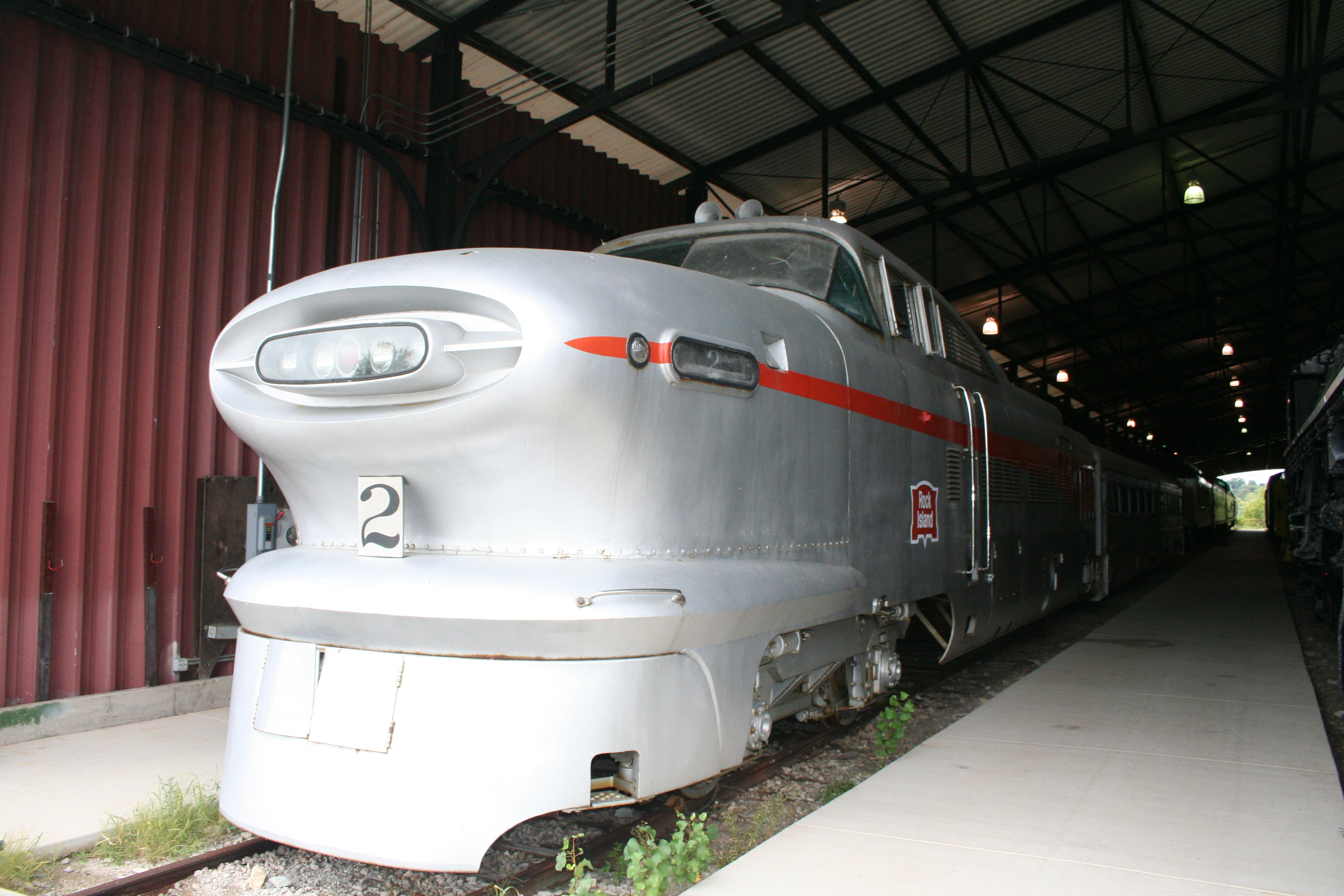
エアロトレイン

- アンハイザー・ブッシュ No. X - チェーン式の機関車
- シカゴ・アンド・ノース・ウェスタン・トランスポーテーション・カンパニー No. 32
- シカゴ・バーリントン・アンド・クインシー鉄道 No. 208351
- コーラー・カンパニー No. X - トラックモバイル
- Schneider National No. A508407 - セミトレーラー
- エアロトレイン（英語版） - 流線型の電気式ディーゼル機関車と客車による編成列車